# Rückhaltebecken Mordgrundbach
Das Rückhaltebecken Mordgrundbach ist ein Hochwasserrückhaltebecken der Landestalsperrenverwaltung Sachsen (Talsperrenmeisterei Gottleuba/Weißeritz) im Einzugsgebiet der Bahra und Gottleuba. Die Stauanlage liegt bei Hellendorf und wird im Teildauerstau betrieben, das heißt, ein Teil des Beckens ist ständig gefüllt. Das gestaute Gewässer ist der Mordgrundbach. Weitere Nutzungen sind Brauchwasserversorgung und Fischerei.
Das Absperrbauwerk ist ein Erddamm mit einer geneigten Innendichtung aus Lehm.
Im Stausee gibt es eine kleine Insel.

## Bildergalerie

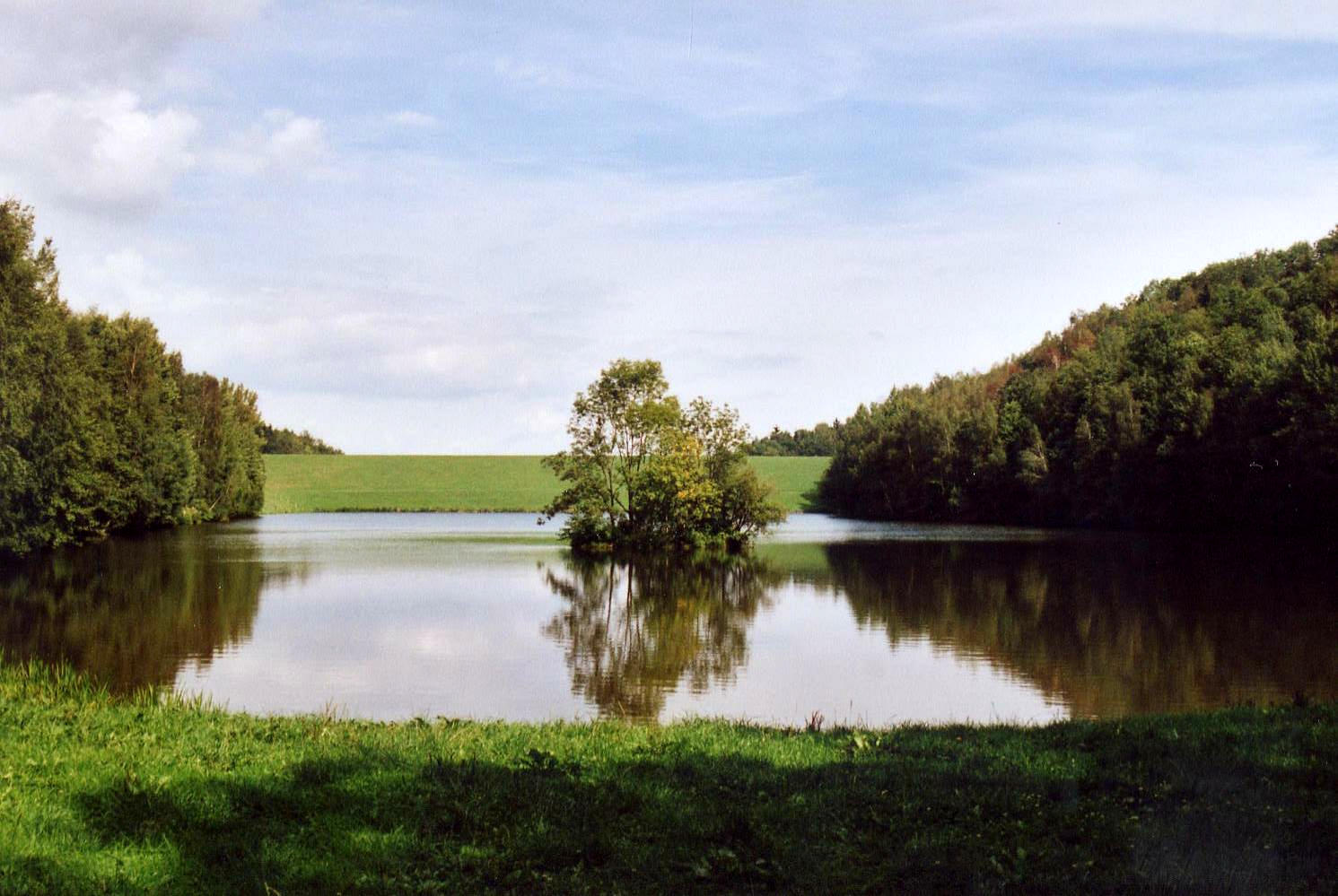
Das Rückhaltebecken Mordgrundbach